# 大分県道716号佐田山香線
大分県道716号佐田山香線（おおいたけんどう716ごう さだやまがせん）は、大分県宇佐市から杵築市に至る一般県道である。

## 概要
宇佐市安心院町佐田から杵築市山香町大字立石に至る。
終点の杵築市山香町立石地区においては狭小区間があり、さらに踏切もあったが、バイパスの整備により解消した。またこのバイパスは、豊後高田市方面と東九州自動車道のアクセス向上にもつながる。

### 路線データ
- 起点：大分県宇佐市安心院町佐田[1]（大分県道42号山香院内線交点）
- 終点：大分県杵築市山香町大字立石[1][2]（国道10号交点）

## 歴史
- 1982年（昭和57年）10月27日 - 大分県告示第1312号により佐田山香線として路線認定[4]。
- 2023年（令和5年）
  - 2月14日 - 立石工区（延長0.8 km）部分開通[注釈 1][3]。
  - 2月21日 - 立石工区（延長0.8 km）全線開通[3]。

## 地理

### 通過する自治体
- 大分県
  - 宇佐市 - 杵築市

### 交差する道路
| 交差する道路                | 市町村名 | 交差する場所   | 交差する場所 |
| --------------------------- | -------- | -------------- | ------------ |
| 大分県道42号山香院内線      | 宇佐市   | 安心院町佐田   | 起点         |
| 大分県道658号佐田駅川線     | 宇佐市   | 安心院町佐田   |              |
| 大分県道627号久木野尾山浦線 | 杵築市   | 山香町大字山浦 |              |
| 国道10号                    | 杵築市   | 山香町大字立石 | 終点         |

### 交差する鉄道
- 日豊本線

### 沿線
- JR九州日豊本線 立石駅